# Мурванидзе, Георгий Эквтимеевич
Георгий Эквтимеевич Мурванидзе (груз. გიორგი ექვთიმეს ძე მურვანიძე, 1883, Чочхати, Ланчхутский муниципалитет — не ранее 1921) — грузинский политик, член Учредительного собрания Грузии (1919—1921). Глава города Озургети.

## Биография
Родился в крестьянской семье. Окончил шесть классов гражданской школы в Поти. С 1902 года состоял членом РСДРП, работал в меньшевистской фракции. К 1905 году он был окружным руководителем комитета РСДРП в Гурии.
С 1906 года жил и работал в Баку. В 1907 году арестован и в 1909 году приговорён к пожизненной ссылке в Сибирь. Работал в кооперативе.
После февральской революции 1917 года избран комиссаром Байкальской железной дороги. В 1918 году вернулся в Грузию. Был членом Национального совета Грузии и подписал Акт о независимости Грузии. Летом 1918 года избран мэром Озургети. 12 марта 1919 года — членом Учредительного собрания Грузии.
Остался в Грузии после её советизации в 1921 году и включился в движение сопротивления. Арестован 5 июня 1921 года Озургетским ЧК за руководство антиправительственной демонстрацией 26 мая. 23 июня его отправили в Кутаиси с группой задержанных, где он был приговорён к трём месяцам лишения свободы. Освобождён 17 ноября. Дальнейшая судьба неизвестна.